# Хапусенеб
Хапусенеб (ег. Ḥpw snb — Хапу здоров) — древнеегипетский государственный деятель периода XVIII династии Нового царства, архитектор, верховный жрец Амона в Фивах (в 1478—1462 годах до н. э.) во времена правления женщины-фараона Хатшепсут.

## Биография

### Семья
Происходил из влиятельного фиванского жреческого рода. Его мать, Яххотеп (Ах-хотеп), входила в царский гарем в должности царской врачевательницы; имя матери сохранилось на куске известняка, найденного в храме Тутмоса III в Курне экспедицией Артура Вейгалла в 1906 году. Его отец Хапу был жрецом и чтецом Амона. Брат Са-Амон работал писцом, сестру звали Яхмос.
Его жена Аменхотепа родила ему трёх сыновей, один из которых стал первосвященником в заупокойном храме Тутмоса II, и четыре дочери. Хапусенеб был первым верховным жрецом Амона, также получившим звание начальника жрецов Верхнего и Нижнего Египта. Его преемник Пуемре был связан с Хапусенебом посредством женитьбы на его дочери Сенисенеб, старшей жрице в храме Амона.

### Карьера
Считается, что Хапусенеб родился в правление фараона Аменхотепа I. О его молодых годах, впрочем, нет сведений. Стремительная карьера началась во времена Тутмоса I. В правление фараона Тутмоса II вошёл в ближний круг царицы Хатшепсут (архитекторы Сенмут и Инени, военачальник Нехси и другие), поддерживая её стремление получить всю полноту власти. После смерти предыдущего фараона в 1479 году до н. э. Хапусенеб вместе с Сенмутом помогали Хатшепсут стать новым фараоном Египта при номинальном соправителе Тутмосе III.
За помощь в установленные своей власти Хатшепсут в 1478 году до н. э. предоставила Хапусенебу должность чати, и вскоре он стал верховным жрецом Амона в Фивах. Именно Хапусенеб объявил Хатшепсут «Фараоном двух земель» и дочерью Амона.
Также получил от женщины-фараона титулы казначея Верхнего и Нижнего Египта, начальника жреца Верхнего и Нижнего Египта; ирипата и хатиа. Впоследствии получил должность главного архитектора («начальник всех работ царя») в Карнаке и смотрителя над строительством царской гробницы.
Большинство сооружений при Хапусенебе были построены в сотрудничестве с Сенмутом, самым известным творением которого считается погребальный храм в Дейр-эль-Бахри. Кроме этого, Хапусенеб был ответственным за сооружение священной барки Ра, врат храма, храмового оборудования и дверных створок.
Хапусенеб служил первосвященником Амона-Ра со 2-го по 16-й год правления Хатшепсут.

### Гробница
Он умер ок. 1462 до н. э. года, и был похоронен в гробнице TT67, западнее Фив. В гробнице обнаружены 5 погребальных конусов с именем и титулами Хапусенеба (сегодня хранятся в Метрополитен-музее).